# Krystyna Depczyńska
Krystyna Depczyńska (ur. 29 kwietnia 1922 w Stanisławowie, zm. 13 kwietnia 2003) – polska projektantka mody, założycielka Domu Mody „Telimena” (1957) – jednego z pierwszych polskich domów mody.

## Życiorys
W 1946 pracowała jako rysowniczka w Atelier Filmu Rysunkowego w Łodzi. W 1946 była projektantką w łódzkim Biurze Wzorów i Mody. W 1948 pracowała jako inspektor wzornictwa Centralnego Zarządu Przemysłu Odzieżowego. W latach 1952–1956 była kierownikiem artystycznym Centralnego Laboratorium Przemysłu Odzieżowego w Łodzi. Ukończyła studia w Państwowej Wyższej Szkole Sztuk Plastycznych w Łodzi (1951–1957). W 1957 założyła jeden z pierwszych domów mody w Polsce – Dom Mody „Telimena”, którego była kierownikiem artystycznym w latach 1957–1961 i 1966–1968. W 1961 była kierownikiem artystycznym Domu Mody „Leda” w Warszawie, a następnie także kierownikiem komórki wzornictwa (1962–1966) oraz projektantką w Zakładach Przemysłu Odzieżowego „Damina” w Brzezinach. Od 1970 była projektantką i doradczynią artystyczną w Zakładach Przemysłu Odzieżowego „Modena” w Poznaniu.
Była autorką m.in.: samodzielnej kolekcji wycinkowej na Festiwal Mody w Moskwie (1957), opracowała kolekcję odzieży damskiej dla Japonii, inspirując się folklorem góralskim (1969). Projektowała także kolekcje ubrań przeznaczonych na rynek moskiewski i paryski. Wykonywała również projekty dla ZPO „Palla” w Pabianicach.
Depczyńska była wyróżniana na dorocznych konkursach mody polskiej, zdobywając I (1964, 1970), II (1970) oraz III nagrodę (1969).
Została pochowana na cmentarzu komunalnym Doły w Łodzi (kwatera: X, rząd: 14, grób: 11).